# 2023 en informatique
| Années de l'informatique : 2020 - 2021 - 2022 - 2023 - 2024 - 2025 - 2026    |
| Décennies de l'informatique : 1990 - 2000 - 2010 - 2020 - 2030 - 2040 - 2050 |

Cet article présente les faits marquants de l'année 2023 en informatique.

## Événements
- L'agent conversationnel d'intelligence artificielle ChatGPT dépasse les 100 millions d'utilisateurs dans le monde[1].
- Lancement de Bard, le chatBot de Google.
- F. Thomson Leighton (en) reçoit la Médaille John von Neumann pour ses travaux sur l'Algorithmie et applications aux réseaux de diffusion de contenu.
- 2 novembre : presque 22 ans après le décès de George Harrison, presque 43 ans après l'Assassinat de John Lennon, 53 ans après la séparation du groupe, sortie de Now and Then, chanson des Beatles inachevée jusque-là, achevée par Paul McCartney et Ringo Starr à partir d'une démo incomplète de John Lennon, dont la voix a été isolée et retravaillée par une intelligence artificielle.
- 17 novembre : la Commission européenne suspend toute publicité sur Twitter/X, en raison de la "hausse alarmante de la désinformation et des discours de haine" sur cette plateforme[2].
- 9 décembre : accord européen sur des règles régissant l'éthique des systèmes d’intelligence artificielle (IA Act)[3].

## Normes
- 2 mai 2023 : entrée en vigueur de la législation sur les marchés numériques (Digital Markets Act)[4].

## Logiciel
- Émergence du développement assisté par intelligence artificielle[5].

## Matériel
- 13e génération de processeurs mobiles Intel Core, famille Meteor Lake[6].